# Steve Cook
Steve Anthony Cook (Hastings, 19 aprile 1991) è un calciatore inglese, difensore del QPR.

## Caratteristiche tecniche
Difensore centrale, può giocare come terzino su entrambe le fasce.

## Carriera
Ha giocato nella prima e nella seconda divisione inglese.

## Statistiche

### Presenze e reti nei club
Statistiche aggiornate al 19 giugno 2022.
| Stagione            | Squadra            | Campionato         | Campionato | Campionato | Coppe nazionali | Coppe nazionali | Coppe nazionali | Coppe continentali | Coppe continentali | Coppe continentali | Altre coppe | Altre coppe | Altre coppe | Totale | Totale |
| Stagione            | Squadra            | Comp               | Pres       | Reti       | Comp            | Pres            | Reti            | Comp               | Pres               | Reti               | Comp        | Pres        | Reti        | Pres   | Reti   |
| ------------------- | ------------------ | ------------------ | ---------- | ---------- | --------------- | --------------- | --------------- | ------------------ | ------------------ | ------------------ | ----------- | ----------- | ----------- | ------ | ------ |
| 2008-2009           | Brighton           | FL1                | 2          | 0          | FACup+CdL       | 1+1             | 0               | -                  | -                  | -                  | FLT         | 1           | 0           | 0      | 0      |
| 2009-2010           | Eastleigh          | NL                 | 10         | 0          | FACup           | 0               | 0               | -                  | -                  | -                  | FaT         | 2           | 0           | 12     | 0      |
| ago.-set. 2010      | Eastbourne Borough | NL                 | 7          | 1          | FACup           | -               | -               | -                  | -                  | -                  | -           | -           | -           | 7      | 1      |
| ott. 2010-gen. 2011 | Mansfield Town     | NL                 | 8          | 0          | FACup           | 2               | 0               | -                  | -                  | -                  | FaT         | 1           | 0           | 11     | 0      |
| gen.-giu. 2011      | Brighton           | FL1                | 0          | 0          | FACup+CdL       | 0               | 0               | -                  | -                  | -                  | FLT         | -           | -           | 0      | 0      |
| ago.-nov. 2011      | Brighton           | FLC                | 1          | 0          | FACup+CdL       | 0+1             | 0               | -                  | -                  | -                  | -           | -           | -           | 2      | 0      |
| Totale Brighton     | Totale Brighton    | Totale Brighton    | 3          | 0          |                 | 3               | 0               |                    | -                  | -                  |             | 1           | 0           | 7      | 0      |
| nov. 2011-2012      | Bournemouth        | FL1                | 26         | 0          | FACup+CdL       | -               | -               | -                  | -                  | -                  | FLT         | 1           | 0           | 27     | 0      |
| 2012-2013           | Bournemouth        | FL1                | 33         | 1          | FACup+CdL       | 4+0             | 0               | -                  | -                  | -                  | FLT         | 1           | 0           | 38     | 1      |
| 2013-2014           | Bournemouth        | FLC                | 38         | 3          | FACup+CdL       | 1+1             | 0               | -                  | -                  | -                  | -           | -           | -           | 40     | 3      |
| 2014-2015           | Bournemouth        | FLC                | 46         | 5          | FACup+CdL       | 2+1             | 0               | -                  | -                  | -                  | -           | -           | -           | 49     | 5      |
| 2015-2016           | Bournemouth        | PL                 | 36         | 4          | FACup+CdL       | 1+1             | 0               | -                  | -                  | -                  | -           | -           | -           | 38     | 4      |
| 2016-2017           | Bournemouth        | PL                 | 38         | 2          | FACup+CdL       | 2+0             | 0               | -                  | -                  | -                  | -           | -           | -           | 40     | 2      |
| 2017-2018           | Bournemouth        | PL                 | 33         | 2          | FACup+CdL       | 1+4             | 1+0             | -                  | -                  | -                  | -           | -           | -           | 38     | 3      |
| 2018-2019           | Bournemouth        | PL                 | 31         | 1          | FACup+CdL       | 1+3             | 0+1             | -                  | -                  | -                  | -           | -           | -           | 35     | 2      |
| 2019-2020           | Bournemouth        | PL                 | 29         | 1          | FACup+CdL       | 2+0             | 0               | -                  | -                  | -                  | -           | -           | -           | 31     | 1      |
| 2020-2021           | Bournemouth        | FLC                | 42+1       | 0          | FACup+CdL       | 3+1             | 0               | -                  | -                  | -                  | -           | -           | -           | 47     | 0      |
| 2021-gen. 2022      | Bournemouth        | FLC                | 3          | 0          | FACup+CdL       | 0+1             | 0               | -                  | -                  | -                  | -           | -           | -           | 4      | 0      |
| Totale Bournemouth  | Totale Bournemouth | Totale Bournemouth | 356+1      | 19+0       |                 | 29              | 1               |                    | -                  | -                  |             | 2           | 0           | 388    | 20     |
| gen.-giu. 2022      | Nottingham Forest  | FLC                | 17         | 0          | FACup+CdL       | 3+0             | 0               | -                  | -                  | -                  | -           | -           | -           | 20     | 0      |
| Totale carriera     | Totale carriera    | Totale carriera    | 407        | 20         |                 | 37              | 1               |                    | -                  | -                  |             | 6           | 0           | 450    | 21     |

## Palmarès

### Club

#### Competizioni nazionali
- Football League Championship: 1

Bournemouth: 2014-2015